# Rio Grosso
Il Rio Grosso è un fiume che scorre nel Frignano, nel comune di Pievepelago, ed è affluente del Torrente Scoltenna.

## Il corso del Rio Grosso
Il Rio Grosso pone le sue sorgenti a 1500 metri circa, sulle pendici del Monte Cagapicchio. Inizialmente viene denominato col nome di Fosso del Pontaccio, e solo dopo la confluenza con il Fosso Pelosino dai Casoni viene chiamato Rio Grosso. In prossimità di Pievepelago riceve il Rio Piccolo, e si getta nello Scoltenna poche centinaia di metri dopo, poco prima del Rio Asinari.
È possibile seguire il basso corso del torrente col breve sentiero, realizzato nel 2007 dal CAI di Modena, che dal piazzale della Pieve del paese si congiunge alla zona sportiva.